# Diplocentria retinax
Diplocentria retinax là một loài nhện trong họ Linyphiidae.
Loài này thuộc chi Diplocentria. Diplocentria retinax được Crosby & Bishop miêu tả năm 1936.